# Френк Фрост Абот
Френк Фрост Абот (енгл. Frank Frost Abbott; Рединг, 27. март 1860 — Монтре, 23. јул 1924) је био амерички класициста. Рођен је у Редингу у Конектикату, а школовао се на Универзитету у Чикагу, а затим је прешао на Универзитет Принстон 1907. године. Умро је у Швајцарској.
Претежно се бавио различитим аспектима историје Старог Рима и уређењем римске државе. Такође је превео и дело Алберика Ђентилија Hispanicae Advocationis Libri Dvo.

## Важнији радови
- (1909)
- (1911)
- (1911)
- (1923)
- (1926)